# Autocorrection (logiciel)

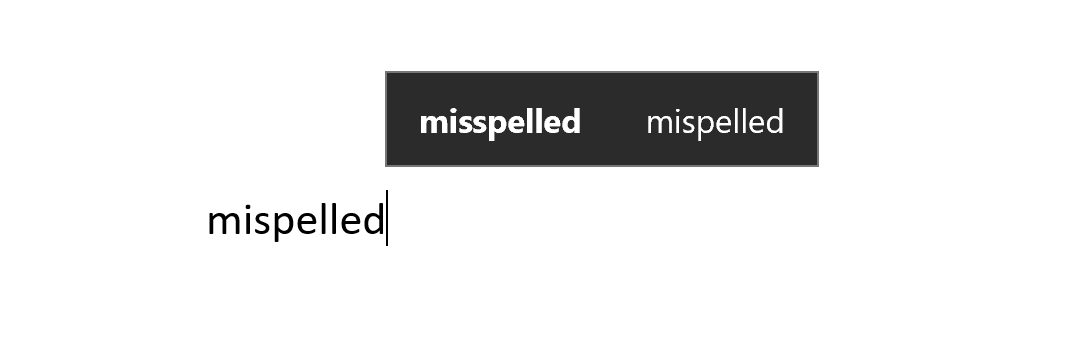
Autocorrecteur

Pour les articles homonymes, voir autocorrection (homonymie).
L'autocorrection, ou autocorrecteur, est une fonction d'un logiciel de traitement de texte permettant d'effectuer, à des degrés variés, l'analyse de l'écriture afin d'y repérer des erreurs, et d'offrir des termes de remplacement. Elle est une fonction très répandue sur mobile et permet, notamment, d'augmenter la vitesse de communication.

## Contresens
L'utilisation de l'autocorrection peut engendrer des situations particulières par l'insertion de contresens. Des contresens engendrant des situations cocasses sont l'objet de publications régulières sur Internet,.